# Torshälla/Eskilstuna BF

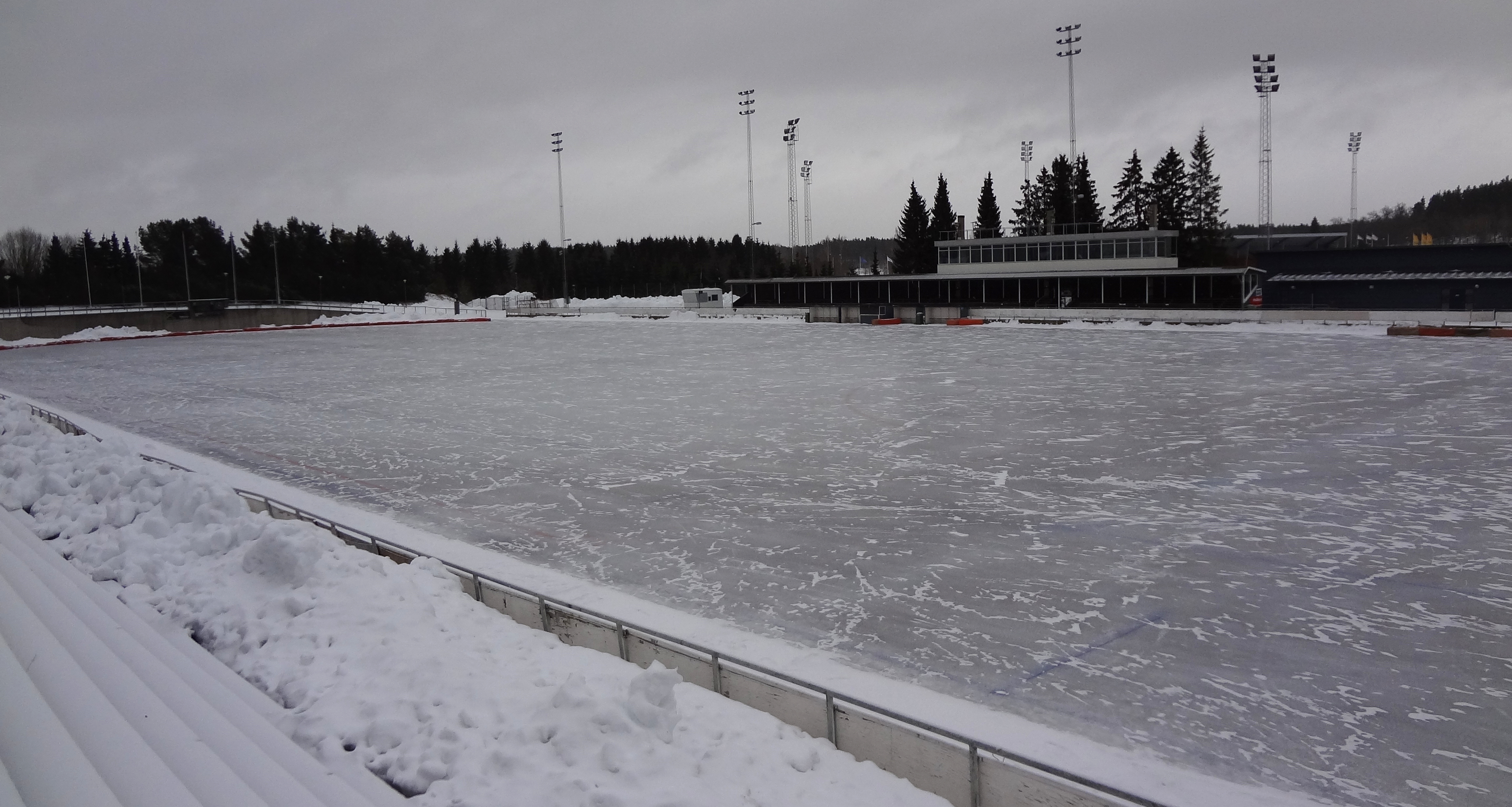
Eskilstuna Isstadion som föreningen använder.

Torshälla/Eskilstuna BF är en bandyklubb från Eskilstuna kommun i Sverige. Torshälla/Eskilstuna BF bildades den 1 maj 1997. Säsongen 2006/2007 spelade T/E i Division 1 i bandy för herrar. 